# Viktoria Aschaffenburg
El SV Viktoria 01 Aschaffenburg es un equipo de fútbol de Alemania que juega en la Regionalliga Bayern, una de las ligas que conforman la cuarta división de fútbol en el país.

## Historia
Fue fundado el 24 de junio de 1904 a raíz de la fusión de los equipos FC Aschaffenburg (fundado el 6 de agosto de 1901) y FC Viktoria Aschaffenburg (fundado el 12 de abril de 1902). El 3 de junio de 1906 cambian su nombre por el de Sportverein Viktoria 01 Aschaffenburg y en la década de los años 1920s jugaron en la Kreisliga Odenwald, Kreisliga Nordmain, Kreisliga Südmain y la Bezirksliga Main-Hessen, demostrando que fue un equipo que constantemente cambiaba de ligas.
En 1937 se fusionaron temporalmente con el Reichsbahn TuSpo Aschaffenburg para crear al Reichsbahn-Viktoria Aschaffenburg, el cual no duró mucho, ya que en 1939 se separaron para volver a ser 2 equipos independientes. Alcanzaron la Gauliga Bayern en 1942, una de las 16 ligas de primera división creadas en la reorganización del fútbol alemán bajo el Tercer Reich.
Al terminar la Segunda Guerra Mundial formaron parte de la Oberliga Süd, donde jugaron en las décadas de 1940 y 1950, alcanzando a jugar con equipos que más tarde formarían parte de la Bundesliga como el FC Bayern Múnich, FC Nuremberg y VfB Stuttgart, donde normalmente se ubicaban en los puestos de abajo de la tabla excepto en la temporada de 1956 al quedar de 5º.
En los años 80s lograron el ascenso a la 2. Bundesliga, donde jugaron en 3 temporadas en la década y en los años 90s aparecieron en docenas de veces en la Copa de Alemania.
Históricamente han formado parte de la Hessenliga en lugar de jugar en el grupo de Baviera de donde son originarios. Han jugado por 67 años en la Hessenliga, pero el 80% de los miembros votaron para que el equipo retornara a Baviera para la temporada 2012/13.

## Palmarés
- Hessenliga: 4 (III-V)

1974, 1985, 1988, 1992
- Bayernliga Nord: 2 (V)

2015, 2018
- Landesliga Hessen-Süd: 1 (V)

2004
- Hessenpokal: 1

1991

## Temporadas recientes
Estas son las temporadas del equipo desde 1999:
| Temporada | Liga                    | División | Posición |
| 1999–2000 | Hessenliga              | IV       | 6º       |
| 2000–01   | Hessenliga              | IV       | 10º      |
| 2001–02   | Hessenliga              | IV       | 10º      |
| 2002–03   | Hessenliga              | IV       | 16º ↓    |
| 2003–04   | Landesliga Hessen-Süd   | V        | 1º ↑     |
| 2004–05   | Hessenliga              | IV       | 10º      |
| 2005–06   | Hessenliga              | IV       | 10º      |
| 2006–07   | Hessenliga              | IV       | 2º       |
| 2007–08   | Hessenliga              | IV       | 3º ↑     |
| 2008–09   | Regionalliga Süd        | IV       | 13º ↓    |
| 2009–10   | Hessenliga              | V        | 8º ↓     |
| 2010-11   | Verbandsliga Hessen-Süd | VI       | 2 ↑      |
| 2011–12   | Hessenliga              | V        | 4º ↑     |
| 2012–13   | Regionalliga Bayern     | IV       | 15º      |
| 2013–14   | Regionalliga Bayern     | IV       | 18º ↓    |

- Con la introducción de las Regionalligas en 1994 y la 3. Liga en 2008 como el nuevo tercer nivel por debajo de la 2. Bundesliga, todas las ligas bajaron un nivel. En el 2008, la mayoría de las ligas de fútbol de Hesse fueron rebautizadas, con la Oberliga Hessen se pasó a llamar Hessenliga, la Landesliga se pasó a llamar Verbandsliga, la Bezirksoberliga se convirtió en la Gruppenliga y la Bezirksliga se llama ahora Kreisoberliga.

## Apariciones en la Copa de Alemania
| Temporada | Ronda            | Fecha                   | Casa                   | Visita                 | Resultado | Asistencia |
| 1979-80   | 1                | 24 de agosto de 1979    | FSV Frankfurt          | Viktoria Aschaffenburg | 2–0       |            |
| 1986-87   | 1                | 30 de agosto de 1987    | Viktoria Aschaffenburg | Waldhof Mannheim       | 1–2       |            |
| 1987-88   | 1                | 29 de agosto de 1987    | Viktoria Aschaffenburg | SG Wattenscheid 09     | 4–0       |            |
| 1987-88   | 2                | 24 de octubre de 1987   | Viktoria Aschaffenburg | 1. FC Köln             | 1–0       |            |
| 1987-88   | 3                | 13 de febrero de 1988   | Hessen Kassel          | Viktoria Aschaffenburg | 0–1       |            |
| 1987-88   | Cuartos de final | 13 de marzo de 1988     | Viktoria Aschaffenburg | Werder Bremen          | 1–3       |            |
| 1989-90   | 1                | 20 de agosto de 1989    | Viktoria Aschaffenburg | Karlsruher SC          | 2–6       |            |
| 1991-92   | 1                | 1 de agosto de 1991     | Viktoria Aschaffenburg | -                      | bye       |            |
| 1991-92   | 2                | 17 de agosto de 1991    | VfL Wolfsburg          | Viktoria Aschaffenburg | 4–3 aet   |            |
| 1992-93   | 1                | 18 de agosto de 1992    | Viktoria Aschaffenburg | -                      | bye       |            |
| 1992-93   | 2                | 12 de setiembre de 1992 | Viktoria Aschaffenburg | VfL Osnabrück          | 0–6       |            |